# 泉和良
泉 和良（いずみ かずよし、1976年9月9日 -）は、日本の小説家、音楽家、ゲーム作家、お笑い芸人。香川県木田郡三木町出身。2007年に『エレGY』で第2回講談社BOX新人賞“流水大賞”の優秀賞を受賞し、小説家としてデビューした。1997年より、ジスカルド名義でゲーム制作サークル「アンディーメンテ」を主催し、多数の自作PCゲームを発表。また、アナログゲーム制作サークル「7キューブ」を主催。他にも、ボーカル音源"VOCALOID"を用いたジェバンニP名義による音楽活動、LUPIA名義によるバンド活動、泉アナザーワールド名義によるお笑い芸人としての活動など、幅広い分野にて活動する。

## 略歴
大阪芸術大学音楽学科を卒業。ゲーム会社「ワークジャム」でグラフィッカーとして勤務。ゲーム会社「アトリエドゥーブル」で作曲家として勤務。1997年、大学在学中に、ジスカルド名義でゲーム制作サークル『アンディーメンテ』での活動を始める。2006年、ハードロックバンド『LUPIA』を結成し、ライブ等の音楽活動を開始。2007年、小説『エレGY』で第2回講談社BOX新人賞“流水大賞”の優秀賞を受賞し、翌年同作品の出版により小説家としてデビュー。2007年末には動画投稿サイトニコニコ動画で、ヤマハの音声合成技術VOCALOIDのボーカル音源鏡音リンをボーカルに用いた楽曲を、ジェバンニP名義により発表し、高い評価を得る。2014年、アナログゲーム制作サークル『7キューブ』での活動も開始。2017年、東京NSC23期生となり、卒業後よしもとクリエイティブ・エージェンシー所属のお笑いコンビ「スーパーボーイズ」のメンバーとしても活動。

## 小説

### 書籍
- エレGY （講談社BOX、イラスト：泉和良、2008年7月）
  - 文庫版（星海社文庫、イラスト：huke、2011年4月）
  - コミック版（星海社COMICS、漫画：大岩賢次、原作：泉和良、2013年7月）
- spica （講談社BOX、イラスト：泉和良、2008年11月）
  - 文庫版（星海社文庫、イラスト：横槍メンゴ、2013年8月）
- ヘドロ宇宙モデル （講談社BOX、イラスト：泉和良、2009年5月）
- セドナ、鎮まりてあれかし （ハヤカワ文庫、イラスト：大石まさる、2010年11月）
- 私のおわり （星海社FICTIONS、イラスト：huke、2011年6月）
- ジスカルド・デッドエンド （星海社FICTIONS、イラスト：huke、2011年12月）
- おやすみ、ムートン （星海社FICTIONS、イラスト：緒方剛志、2012年12月）
- 猫の彼女のESP 1  （星海社FICTIONS、イラスト：うめ、2013年3月）
- 猫の彼女のESP 2  （星海社FICTIONS、イラスト：うめ、2013年6月）
- 猫の彼女のESP 3  （星海社FICTIONS、イラスト：うめ、2013年9月）
- ボカロ界のヒミツの事件譜 1 ジェバンニPと名探偵エレGYちゃん様の冒険  （星海社FICTIONS、イラスト：ヨリ、2013年8月）
- ボカロ界のヒミツの事件譜 2 名探偵エレGYちゃん様のボカロPデビュー  （星海社FICTIONS、イラスト：赤坂アカ、2014年2月）
- ボカロ界のヒミツの事件譜 3 名探偵エレGYちゃん様の謎解きごっこ  （星海社FICTIONS、イラスト：椎香貞正、2014年6月）

### 書籍未収録作品
- 短編
  - さよならのメテオ（『パンドラ』Vol.2 SIDE-A、講談社、2008年10月）
  - チルミ's LIVE CHANNEL（『パンドラ』Vol.2 SIDE-B、講談社、2008年12月）
  - FPS症候群の君に（『パンドラ』Vol.4、講談社、2009年8月）
  - DIVAの揺らすカーテン（『S-Fマガジン』2011年8月号、イラスト：中川悠京、早川書房、2011年6月）
  - CIAの猫（『ファウスト』Vol.8、イラスト：安倍吉俊、講談社、2011年9月）
  - レッドソードのアンテ奈（『ファウスト』Vol.8、講談社、2011年9月）
  - ESPレインボウ（『ファウスト』Vol.8、講談社、2011年9月）
  - 下界のヒカリ（『最前線』カレンダー小説第6弾としてWEB掲載、イラスト：一橋真、2011年12月31日から2012年1月10日までの期間限定公開）
- ショート
  - 読書@summer night（『KOBO』Vol.5、講談社、2009年6月）
  - 冗談の鬱（『KOBO』Vol.6、講談社、2010年1月）
  - ニアデス・ラブTRACK（『MIKU-Pack』02、イラスト：なぎみそ、アスキー・メディアワークス、2013年6月）
- 電子書籍(AmazonKindle)のみの作品
  - Gfkgdsgyg：ゾンビ風邪ＢＬ小説 (POF出版、2017年2月19日）
  - ガールズ囲碁ロック: 小説 (POF出版、2017年2月21日）
  - 欠落のリンカ: SF短編小説 (POF出版、2017年5月17日）
  - スリービング・オン・ザ・ヒル Chapter 1～3: 小説 (POF出版、2017年12月）

## 小説以外での雑誌への寄稿など
- コラム
  - 音楽学科の駄目学生と女性教授（『STUDIO VOICE』2009年4月 コーナー「VOICE OF VOICE」）
  - 変身するRPG ドラクエ～オンラインRPG～オブリビオン・Fallout3（『ユリイカ』2009年4月・特集「RPGの冒険」）
  - 昔、菅野よう子さんのことを卒論に書きました（『ユリイカ』2009年8月 特集=菅野よう子）
- エッセイ
  - 偽者のルヴィ（『小説すばる』2009年10月 コーナー「ウッカリショッピング 」）
- インタビュー
  - 『STUDIO VOICE』2008年11月 特集「ゲームをつくろう」
  - 『セドナ、鎮まりてあれかし』刊行記念 泉和良インタビュウ（『S-Fマガジン』2011年1月）
  - 『ミステリマガジン』2013年12月 同誌コーナー「第70回 迷宮解体新書」内にて。
  - ニコニコ自作ゲームフェス インタビュー2013年2月
- 対談
  - 『小説家になるな！：職業作家のリアル、それでもなりたい人へ』（トークメーカー新書、電子書籍(Kindle版)、至道流星、架神恭介との共著。2017/2/1）
  - 『小説家になるな！: クリエイターのサバイバル論』（トークメーカー新書、電子書籍(Kindle版)、至道流星、架神恭介との共著。2017/2/22）
  - 『小説家になるな！: 小説新人賞の受賞はホントに簡単』 （トークメーカー新書、電子書籍(Kindle版)、鈴木輝一郎、至道流星、架神恭介との共著。2017/3/31）
  - 『炎上は面白い！: イケダハヤトのブログ術』（トークメーカー新書、電子書籍(Kindle版)、イケダハヤト、至道流星、架神恭介との共著。2017/4/29）
  - 『ブログで成功するための9の鉄則 』（トークメーカー新書、電子書籍(Kindle版)、ヨス、至道流星、架神恭介との共著。2017/5/2）
  - 『動画クリエイターになるな！: YouTube/ニコニコ動画で生活する方法の研究』（トークメーカー新書、電子書籍(Kindle版)、今井三太郎、至道流星、架神恭介との共著。2017/3/12）

## 音楽

### 泉和良名義による音楽活動
- 商業ゲームにおける活動
  - PS廉価版『クロス探偵物語』ムービー及びムービー曲を担当（ワークジャム、2000年）
  - GBAソフト『沈黙の遺跡〜エストポリス外伝〜』音楽・SE担当（2002年3月8日）
  - PS2『ぼくのなつやすみ2 海の冒険篇』音声編集担当（ミレニアムキッチン 2002年7月11日）
  - iOS・Android OSアプリ『MakeS -おはよう、私のセイ-』音楽・SE担当（ヘキサドライブ 2017年）

### ジェバンニP名義による音楽活動
- 配信
  - 鏡音リン・レン発売元クリプトン・フューチャー・メディアレーベル「KARENT」よりネット配信のみで発売。
    - 『リンのぜんぶ!!』（2009年2月19日発売）
    - 『リンのてつがく!!』（2009年12月27日発売）
    - 『ミクのヒミツノート』（2010年8月31日発売）
    - 『ミクの夏休み』（2011年8月31日発売）
    - 『リンのせいしん!!』（2011年12月21日発売）
    - 『リンのきおく!!』（2012年12月20日発売）
    - 『リンのねがい!!』（2013年12月20日発売）
    - 『リンのまぼろし!!』（2014年12月17日発売）
    - 『リンのほしたび!!』（2015年12月18日発売）
    - 『リンのりゅうし!!』（2016年12月発売）
    - 『リンのまーぶる!!』（2017年12月発売）
    - 『リンのうるとら!!』（2018年12月発売）
    - 『リンのすかーと!!』（2019年12月発売）

- 商業流通CD
  - 『初音ミク -Project DIVA Arcade- Original Song Collection』（MOER、2010年7月7日発売）
    - セガのアーケードゲーム『初音ミク -Project DIVA Arcade-』に使用されている楽曲を集めたコンピレーション・アルバム。「恋ノート////」を収録。

  - 『ぼーかろいど みんなのうた　おうた：はつねみく』（MOER、2010年12月22日発売）
    - VOCALOIDを用いた楽曲を収録したコンセプトアルバム。「すすすす、すき、だあいすき」を提供。

  - 『人のオンガクを笑うな!』（バウンディ、2011年6月22日発売）
    - 山音まーのアルバム。「すすすす、すき、だあいすき」を提供。

- 初音ミク -Project DIVA-
  - 『初音ミク -Project DIVA-』（セガ、2009年7月2日発売）
    - 初音ミクを主役にしたPlayStation Portable用リズムアクションゲームで、ゲーム内に使用される楽曲として「リンリンリンってしてくりん♪」を提供。

  - 『初音ミク -Project DIVA Arcade-』（セガ、2010年6月23日稼動）
    - 『初音ミク -Project DIVA-』のアーケード版。「恋ノート////」を提供。

  - 『もっとおかわり、リン・レン ルカ』（セガ、2010年7月1日発売）
    - 『初音ミク -Project DIVA-』の追加ダウンロードコンテンツ。「すすすす、すき、だあいすき」を提供。

  - PS4用ダウンロード配信『初音ミク Project DIVA Future Tone』及び、PS4『初音ミク Project DIVA Future Tone DX』に、楽曲『恋ノート////』を提供（セガ、2016-2017）

#### テレパスミュージックについて
2008年、"テレパスミュージック"というタグのみで繋がる、音楽を中心とした創作活動における交流の試みを泉和良が提案した。以後、ニコニコ動画を始め、pixiv、youtube等において、一部の音楽家や絵描きがこの試みに参加。テレパスミュージックというタグが、ある一定の創作ジャンルを指す言葉として、その界隈にて利用されるようになった。

## 7キューブ名義アナログゲーム作品

### 1人用カードゲーム
- 『うどんエイリアン』（ゲームマーケット2014秋）
- 『ブラックホール人情』（ゲームマーケット2015春）
- 『猫リニアモーターカー』（ゲームマーケット2015秋）
- 『ピッカクス』（ゲームマーケット2016秋）
- 『お星様エレメント』（ゲームマーケット2017秋）
- 『猫vsタワー』（ゲームマーケット2019春）

### 複数人用ゲーム
- 4人用カードゲーム『魔界の使者、銭湯へ行く』（ゲームマーケット2016春）
- 4-6人用カードゲーム『恋する魔法』（ゲームマーケット2016春）
- 2人用カードゲーム『はらぺこウォー！』（ゲームマーケット2016秋）
- 2-4人用カードゲーム『ポテトチップス・暗闇の迷宮』（ゲームマーケット2018秋）

## ゲーム作品等における受賞歴等

### PCゲーム
- 『自作ゲームと、ポーンさんと、俺と。』ニコニコ自作ゲームフェス敢闘賞受賞(2013年5月)
- 『Vampire Bloody Star-X』ニコニコ自作ゲームフェス2 敢闘賞受賞(2013年11月)
- 『フリゲ最強伝説』ニコニコ自作ゲームフェス4 敢闘賞受賞(2014年11月)
- 『混沌のルーシー』ニコニコ自作ゲームフェス5 敢闘賞受賞(2015年7月)
- 『熱波』ニコニコ自作ゲームフェス7(RPGアツマール主催) 敢闘賞受賞(2017年)

### スマホゲーム
- 『おっさんと川』ニコニコ自作ゲームフェス2016 敢闘賞受賞(2016年3月)

### アナログゲーム
- 『告白ゲーム･恋する魔法』ニコニコ自作ゲームフェス3 ゲームマーケット賞アイデア賞受賞(2014年5月)

### 映像作品
- 動画『REI'S Medicine』雑誌「Tech Win」デジタルアイアンマン 映像部門・年間最優秀賞受賞(2003年)

## アンディーメンテ

### 概要
ジスカルド名義にて、泉和良が主催するゲーム制作サークル。1997年に発足以来、20年以上に渡り活発に運営される。創設期は複数人のメンバーがいたようだが、初期の頃に既に泉一人によって運営されるようになる。フリーゲームに留まらず、有料ゲームや、音楽、冊子、グッズなどの制作、音楽ライブやイベント運営など、広い分野に渡る活動が行われる。配信されたPCゲームだけをとっても、膨大な数にのぼる。

#### アンディーメンテが取り上げられた文献
- PC雑誌における露出
  - 2000年代頃、『Windows100%』(晋遊舎)や、雑誌『iP !（アイピー）』(晋遊舎)、雑誌『テックウィン』(エンターブレイン)など、当時乱立していたPC雑誌のフリーゲームコーナーには、その名を見ないことがないほど、アンディーメンテによる作品が紹介されていた。

- 雑誌『STUDIO VOICE 2008年 11月号』(INFASパブリケーションズ（旧株式会社流行通信）)は「ゲームを作ろう！」特集
- 『僕たちのゲーム史』著・さやわか (星海社新書 2012年)
- 小説『エレGY』著・泉和良 (講談社 2008年)

## 年代別公開ゲーム作品一覧
| 年     | 公開月／タイトル／ジャンル |
| ------ | --- |
| 1997年 | 8月 でっかい雲と砂の山のトンネル（ミニゲーム） 11月 シー・メル（RPG） |
| 1998年 | 1月 ポケット烈矢くん♪（ミニゲーム） 10月 ミサ（シミュレーション） 12月 ガニュメート・ストレス（シミュレーション） |
| 1999年 | 2月 左右伝説（アクション) 2月 ストーリー・オヴ・スペシャリスト（RPG） 3月 地下鉄GO！（ミニゲーム） 3月 そつぎょう（RPG） 3月 キミ通信（シミュレーション） 3月 PAIN（ミニゲーム） 3月 ビクトリー（サウンドノベル） 5月 豪君人形を売ろう♪（シミュレーション） 5月 苺とジスくんラブラブ大作戦（ミニゲーム） 5月 スターダンス（RPG） 6月 チャッティッド・カード（ミニゲーム） 6月 ルドルフの交通安全（アクション） 6月 キミ通信2（シミュレーション） 6月 侍プリッツの修行（アクション） 6月 侍プリッツの復讐（アクション） 6月 ビクトリー2（サウンドノベル） 6月 アクセス（ミニゲーム） 7月 ライヂング★スター（RPG） 7月 お休み、また明日（ミニゲーム） 7月 ライヂング★スター2（RPG） 7月 Pain2（ミニゲーム） 8月 ライヂング★スター3（RPG） 8月 ライヂング★スター4（RPG） 9月 ほるほる（ミニゲーム） 9月 ビクトリーくんの占いステッキ（ミニゲーム） 9月 ライヂング★スター5（RPG） 10月 ほるほる2ndMix（ミニゲーム） 11月 ほるほる3rdMix（ミニゲーム） 12月 ライヂング★スター・ミレニアム（RPG） 12月 タキオンブロック（アクション） 12月 ビクトリー3（サウンドノベル） |
| 2000年 | 1月 タキオンブロック5th（アクション） 1月 チンチロにゃんドリーム（シミュレーション） 3月 ラブリーポリス・トリクーガ～遠い約束～（RPG） 3月 足し算ゾンビ!（タイピングゲーム） 3月 マクドナルドだいすき!!（シミュレーション） 3月 シューティング・フラワー（シューティング） 3月 スターダスト（シューティング） 4月 グージーグージー勇者のほこら（RPG） 4月 お金のなる木くん（タイピングゲーム） 4月 フワフワ（ミニゲーム） 4月 エンエン（ミニゲーム） 4月 グージーグージー勇者のほこら2（RPG） 5月 タイピング・ステファニー（タイピングゲーム） 5月 PAIN3（ミニゲーム） 5月 グージーグージー勇者のほこら3（RPG） 5月 ピンブル（ミニゲーム） 5月 引き算エンジェル!!（タイピングゲーム） 5月 怒りの毒紅王（シューティング） 5月 チャッティッド・カード2（ミニゲーム） 6月 aiQバトルfromNewSpring（アクション） 7月 PICY ILAND（RPG） 8月 ヴァンパイア・ヴラッディー・スター（シューティング） 8月 0次元キャットアルマゲドン（アクション） 8月 タキオンブロック 6（アクション） 8月 ほるほる4thMix（ミニゲーム） 10月 ナイトinナイツ（RPG） 10月 ガラテア（RPG） 11月 クレイジー・コロシアム（RPG） 12月 クレイジー・コロシアム2～アウタースペース～（RPG） 12月 ビクトリー4（サウンドノベル） 12月 HORUHORU 2DX（ミニゲーム） |
| 2001年 | 1月 ナイトinナイツ2（RPG） 1月 マグナムちゃん、大きいのどっち（アクション） 1月 マグナムちゃん、まちがいどーれ?（アクション） 2月 SAD（その他ミニゲーム） 2月 マグナムちゃんのくだものならべ?（アクション） 2月 ナイトinナイツ3（RPG） 2月 草原の動物達（シミュレーション） 3月 C・STEF（シューティング） 7月 ライヂング★スター7（RPG） 8月 クーラー大嫌い（ミニゲーム） 12月 ジスロフ帝国の興亡（シミュレーション） |
| 2002年 | 1月 あおいほし（アクション） 1月 みんなきらい（ミニゲーム） 1月 わんこ（RPG） 1月 宇宙のはなし（シミュレーション） 2月 助けて!!!（シミュレーション） 3月 あおいほし2（アクション） 4月 I wish（[18禁]シミュレーション） 5月 ゆうがた（ミニゲーム） 6月 自給自足（シミュレーション） 7月 SISTER（チャット対戦ゲーム） 7月 SISTER 2nd（チャット対戦ゲーム） 7月 SISTER 3rd NextStage（チャット対戦ゲーム） 8月 きせきの扉（サウンドノベル） 8月 サイコロ（アクション） 9月 ラブズ（サウンドノベル） 9月 Part of Fortune（ミニゲーム） 9月 スターダスト ver99（シューティング） 9月 ネットシー（ミニゲーム） 10月 SISTER 4th（チャット対戦ゲーム） 11月 SISTER 5th（チャット対戦ゲーム） 12月 SISTER 6th（チャット対戦ゲーム） 12月 SISTER 7th（チャット対戦ゲーム） |
| 2003年 | 1月 ジスロフたん、ナナたん、死神たん、ハァハァハァハァ！（[18禁]シミュレーション） 3月 宇宙の果て（アクション） 4月 グージーグージーダンジョン（チャット対戦ゲーム） 4月 NewSpring2 (ミニゲーム） 9月 怪盗プリンス（RPG） 11月 米磨ぎ婆の魚釣り（アクション） 11月 SISTER ∞（チャット対戦ゲーム） 12月 NewSpring3（ミニゲーム） |
| 2004年 | 2月 あの世（RPG） 2月 ぽるぽる（ミニゲーム） 4月 ルインド・アース（シューティング） 4月 ルインド・アース2（シューティング） 4月 アールエス（RPG） 6月 キレムサ（サウンドノベル） 6月 ルインド・アース3（シューティング） 6月 ルインド・アース4（シューティング） 6月 ルインド・アース5（シューティング） 6月 ルインド・アース6（シューティング） 7月 FALL'in LOVE（アクション） 7月 クリムゾン（シューティング） 7月 クリムゾンII（シューティング） 7月 ネオ・ビクトリー君の占いステッキ（ミニゲーム） 7月 UNDER WORLD（シューティング） 8月 SISTER Q（チャット対戦ゲーム） |
| 2005年 | 2月 パンとバンとコラーおじさん（アクション） 2月 ヒコ゜ピコ゜ヒコ゜クン とうんち（アクション） 2月 SISTER 天（チャット対戦ゲーム） 6月 かすかたん☆（アクション） 7月 銀河迷宮宝物（RPG） 8月 グージーグージーダンジョン2（チャット対戦ゲーム） 9月 ぽるぽるぽる（ミニゲーム） 10月 AIRAM EVA（シミュレーション） 10月 怒りの毒紅玉SUPER（シューティング） 11月 前頭葉活性化プログラム（タイピングゲーム） 12月 桜花爛漫・風プリ伝説（[18禁]シミュレーション） |
| 2006年 | 1月 ノーネームワールド（RPG） 2月 ラブリー☆ラッピング（シミュレーション） 4月 スミレの花（シミュレーション） 6月 ぬいぐるみを殴らないで！（ミニゲーム） 7月 タルタロス・ドリーム（[18禁]シミュレーション） 7月 Help! All Gods（アナログゲーム） 7月 ボーアモデル（アナログゲーム） 9月 ラブリーショッピング（シミュレーション） 10月 レインボーライン（シューティング） 12月 全人類５万年ひきこもり（サウンドノベル） 12月 ネット・セネリー（シミュレーション） 12月 プリミティビ・エイジ（シミュレーション） 12月 ホーム（その他ミニゲーム） 12月 森のお菓子屋さん（シミュレーション） |
| 2007年 | 3月 A MISSION（シューティング） 3月 ウトナと３人の騎士（RPG） 4月 品川魔人学園（RPG） 4月 ソーラーくまちゃん（ミニゲーム） 5月 サヨナラ（その他ミニゲーム） 6月 スペースクウィーン（シューティング） 8月 ライヂング☆スター・レジェンド（RPG） 9月 ルインド・アース・リスペクト（シューティング） 9月 UNDER WORLD EX（シューティング） 12月 チ（その他ミニゲーム） |
| 2008年 | 7月 君が忘れていった水槽（シミュレーション） 10月 やきにく（その他ミニゲーム） 10月 TOPGUN（シューティング） 10月 コロンのハコ（オンライン・ミニゲーム） |
| 2009年 | 2月 彼女の見るｓｋｙ（オンライン・ミニゲーム） 3月 ぢきゅうぢそく（シミュレーション） 5月 コーラのダンボール（ミニゲーム） 11月 どろんでござる、ミク丸くん（アクション） |
| 2010年 | 1月 地球が終わってしまうまで（ミニゲーム） 2月 電子海のはなし（オンライン・シミュレーション） 5月 じんじゃ（シミュレーション） 5月 しんＸファイル（その他ミニゲーム） 5月 その炭鉱の名は。（オンライン・RPG） 8月 AM QUEST（ミニゲーム） 9月 ぴよ王（[ニコニコ動画ニコニコゲーム]アクション） 9月 羊兄さんを追いかけて（[ニコニコ動画ニコニコゲーム]シューティング） |
| 2011年 | 1月 ぬいぐるみを殴らないで２（ミニゲーム） 1月 WIRED COLOSSEUM（オンライン・対戦ゲーム） 8月 Genocide Cather（アクション） |
| 2012年 | 6月 ライヂング☆スター・レジェンド・リターンズ（RPG） 7月 Sea Tree（オンライン・RPG） |
| 2013年 | 1月 守れ！尖閣！（シミュレーション） 3月 自作ゲームと、ポーンさんと、俺と。（ミニゲーム） 8月 ヴァンパイア・ヴラッディ・スターＸ（シューティング） 11月 しんどいクマちゃん（ブラウザ・ミニゲーム） 12月 しんどいクマちゃんのじゃんけんぴょー（ブラウザ・ミニゲーム） |
| 2014年 | 2月 時間（ブラウザ・ミニゲーム） 3月 告白ゲーム・恋する魔法（アナログゲーム） 3月 ストレス大爆発ゲーム（ブラウザ・ミニゲーム） 5月 星屑の泉和良（RPG） 6月 二人乗り（ブラウザ・ミニゲーム） 10月 フリゲ最強伝説（RPG） 11月 うどんエイリアン（アナログゲーム） 12月 混沌のルーシー（RPG） |
| 2015年 | 1月 メイデイサマー（ブラウザ・ミニゲーム） 1月 メイダルマゲドン（ブラウザ・ミニゲーム） 2月 メイダル・ザ・ワールド（ブラウザ・ミニゲーム） 2月 メイデイグランプ（ブラウザ・レースゲーム） 5月 ブラックホール人情（アナログゲーム） 7月 ほるほる（[iOS配信]アクション） 8月 おっさんと川（[iOS配信]アクション） 11月 私のタオル、使うなぁああ！（[iOS配信]アクション） 11月 ねこリニアモーターカー（アナログゲーム） 11月 恋する四角い（ブラウザ・ミニゲーム） 12月 ゲームメーカーウォー（シミュレーション） |
| 2016年 | 1月 朝（シミュレーション） 5月 魔界の使者、銭湯へ行く（アナログゲーム） 6月 アポロガル・エピソード（RPG） 10月 ほるほる（[Android配信]ミニゲーム） 11月 でっかい雲と砂の山のトンネル（[Android配信]ミニゲーム） 11月 シューティングフラワー（[iOS・Android配信]シューティング） 11月 足し算ゾンビ！（[iOS・Android配信]ミニゲーム） 12月 熱波（ニコニコ動画RPGアツマール・RPG） 12月 ライヂング☆ムブ（ニコニコ動画RPGアツマール・RPG） 12月 ピッカクス （アナログゲーム） 12月 はらぺこウォー！（アナログゲーム） |
| 2017年 | 6月 お星様エレメント（アナログゲーム） 7月 ローズ森のレストラン（シミュレーション） |
| 2018年 | 5月 ビットコインお嬢様（アナログゲーム） 5月 紙にゃんこ（シミュレーション） 10月 ポテトチップス暗闇の迷宮（アナログゲーム） 11月 Vampire Bloody Star X（[Steam配信]シューティング） 11月 イブニングパークと子供達の階差（[Android・iOS配信]RPG） |
| 2019年 | 1月 A戦争（オンライン・対戦ゲーム） 5月 猫VSタワー（アナログゲーム） 6月 きみの島（[Steam配信]シミュ―レーション） |